# Werner Michael Blumenthal
Werner Michael Blumenthal (født 3. januar 1926 i Oranienburg ved Berlin) var amerikansk finansminister under præsident Jimmy Carter fra 1977 til 1979.
Da han var tre år gammel flyttede familien fra Oranienburg til Berlin. Han emigrerede med sin jødiske familie i 1939, først til Kina og derefter til USA i 1947. Her studerede han nationaløkonomi ved Berkeley frem til 1951, og tog senere doktorgraden ved Princeton-universitetet. Han gjorde derefter karriere som embedsmand, til sidst med rang som ambassadør, og derefter i den private sektor.
I 1997 blev han udnævnt til den første direktør for Jüdisches Museum Berlin. Han modtog Leo Baeck-medaljen i 1999 og blev året efter udnævnt til æresborger af fødebyen Oranienburg.

## Publikationer
- Die unsichtbare Mauer: Die dreihundertjährige Geschichte einer deutsch-jüdischen Familie (1998)

| Efterfulgte: William E. Simon | USA's finansminister 1977–1979 | Efterfulgtes af: G. William Miller |